# سوئد در المپیک تابستانی ۱۹۹۶
سوئد در بازی‌های المپیک تابستانی ۱۹۹۶ که در شهر آتلانتا ایالات متحده آمریکا برگزار شد، کاروان سوئد با ۱۷۷ ورزشکار در این رقابت‌ها شرکت کرد و موفق به کسب ۸ مدال (۲ طلا، ۴ نقره، ۲ برنز) شد. در جدول رتبه‌بندی توزیع مدال‌ها، سوئد در ردهٔ ۲۹ مسابقات قرار گرفت.